# حبيل معجم (القبيطة)

تعديل مصدري - تعديل

حبيل معجم هي إحدى قرى عزلة كرش بمديرية القبيطة التابعة لمحافظة لحج، بلغ تعداد سكانها 100 نسمة حسب تعداد اليمن لعام 2004.